# Horváth Balázs (fotóművész)
Horváth Balázs (Szentes, 1952. január 9. –) magyar fotóművész.

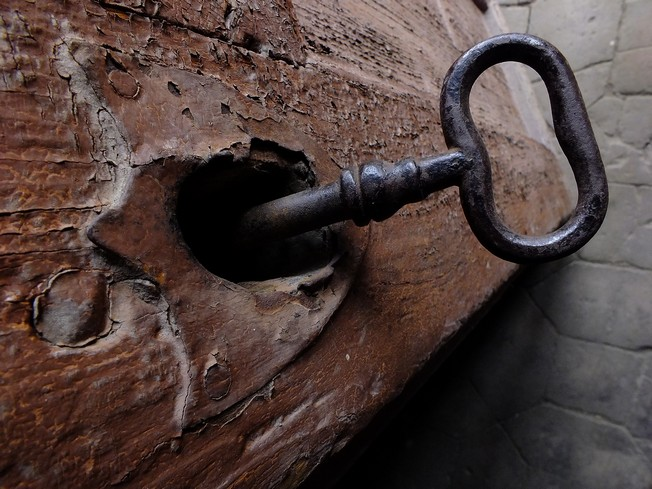
A nagy kulcs

## Élete
Középiskolai tanulmányait Budapesten a nagynevű Toldy Ferenc Gimnáziumban végezte, majd hivatásos munkáját először a Ságvári Endre Szakiskolában szerzett fényképész bizonyítvánnyal a nyomdaiparban kezdte. Ezután a Budakeszi Művelődési Központ művészeti vezetőjeként dolgozott.
Első önálló kiállítása 1981-ben Budapesten a József Attila Művelődési Központban volt, de a fővároson kívül is bemutatkozott, illetve ekkor készítette első: "Eszmélet" című zenés diaműsorát, továbbá ugyancsak az 1980-as évek közepén kapcsolódott be évtizedekre a Gyulai Művésztelep életébe is.

## Munkássága
Kiállításai mellett az 1990-es évektől filmalkotásokban is részt vett, illetve 2000 után digitális galériákat hozott létre többek között a Filmkultúra című lapnak is. Reklámfotókat készített többek között a MATÁV és a B. M. Duna Palota részére, továbbá repró fotókat többek között a Szent István Társulat, a Zsámbéki Művésztelep és az Európa Akadémia Galéria számára.
Egyéb munkái mellett utóbbiak rendszeres meghívott kiállító művészeként is alkot.